# 자를란트주
자를란트주(독일어: Saarland [ˈzaːɐ̯lant], 프랑스어: Sarre)는 독일 남서부에 위치한 연방주이다. 주도는 자르브뤼켄이다. 도시주(베를린, 함부르크, 브레멘주)를 제외하고는 가장 면적이 작다. 주 이름은 모젤강의 지류로 주를 남쪽에서 북서쪽으로 가로질러 흐르는 자르강에서 유래된 이름이다.

## 지리
북쪽과 동쪽으로는 라인란트팔츠주와 접하며 남쪽으로는 프랑스, 서쪽으로는 룩셈부르크와 국경을 접한다.

## 행정 구역
6개 군을 관할한다.
- 메르치히바데른군
- 노인키르헨군
- 자르브뤼켄군
- 자를루이군
- 자르팔츠군
- 장크트벤델군

## 역사
중세에는 신성 로마 제국 기사(騎士)들의 작은 영지들이 산재하여 있었다. 30년 전쟁 이후 프랑스의 영향을 받았고, 루이 14세에 의해 한때 점령되기도 하였다(1680-97). 프랑스 혁명기에는 라인강 왼쪽지역과 함께 프랑스에 합병되었으나, 나폴레옹이 패배한 뒤 맺어진 1815년 파리조약에서 그 대부분이 프로이센에, 남동부는 바이에른에 편입되었다.
산업 혁명 이후 석탄 및 철강 공업이 발달하면서, 제1차 세계 대전 이후에 프랑스는 이곳을 병합하려고 했으나 실패하였고, 베르사유 조약에서 국제 연맹이 감독하는 자치 지역으로 되었다가(자를란트라는 지명은 이 때, 즉 1918년 이전까지 존재하지 않았다), 1935년 주민투표 결과 독일로 복귀하였다. 제2차 세계 대전 이후에 프랑스는 다시 이곳을 독일로부터 자르 보호령으로 분리하여 경제적으로 통합하려 했으나 1955년 자르 지위 협정(地位協定)이 주민투표에서 부결되자 이를 단념했으며, 1956년 10월 프랑스와 독일 연방 공화국(서독) 양국 간의 협약에 의해 1957년 1월 1일 독일 연방 공화국에 편입되었다.

## 인구
| 연도    | 인구      | ±% p.a. |
| ------- | --------- | ------- |
| 1926    | 769,300   | —       |
| 1930    | 794,500   | +0.81%  |
| 1935    | 814,576   | +0.50%  |
| 1940    | 812,753   | −0.04%  |
| 1945    | 745,612   | −1.71%  |
| 1950    | 948,716   | +4.94%  |
| 1955    | 996,238   | +0.98%  |
| 1960    | 1,060,493 | +1.26%  |
| 1965    | 1,127,354 | +1.23%  |
| 1970    | 1,121,300 | −0.11%  |
| 1975    | 1,096,333 | −0.45%  |
| 1980    | 1,066,299 | −0.55%  |
| 1985    | 1,045,936 | −0.38%  |
| 1990    | 1,072,963 | +0.51%  |
| 1995    | 1,084,370 | +0.21%  |
| 2000    | 1,068,703 | −0.29%  |
| 2005    | 1,050,293 | −0.35%  |
| 2010    | 1,017,567 | −0.63%  |
| 2015    | 995,597   | −0.44%  |
| 2018    | 990,509   | −0.17%  |
| source: |           |         |

## 우호도시
- 대한민국 광주광역시